# Rattus elaphinus
Rattus elaphinus — один з видів гризунів роду пацюків (Rattus).

## Поширення
Цей вид відомий тільки з деяких островів архіпелагу Сулу (Філіппіни), від низин до можливо близько 1200 м. Вид присутній у низинних тропічних лісах, був зібраний у вторинних лісах і кокосових плантаціях.

## Морфологічні особливості
Гризуни середнього розміру, завдовжки 147,1 — 215 мм, хвіст — 156—180 мм, стопа — 33 — 38 мм, вухо — 19,6 — 22,5 мм. Вага досягає 197 грамів.

## Зовнішність
Хутро коротке, м'яке і щільне. Верхні частини червонувато-коричнево-жовті, посипані чорнуватим волоссям, а вентральні частини сірі, з жовто-коричневими відблисками. Задня частина ніг коричнева. Кігті кремового забарвлення. Хвіст коротший, ніж голова і тіло, рівномірно чорнуватий і покритий 10-11 кільцями лусочок на сантиметр. У самиць є пара грудних сосків, постаксилярна пара і дві пахові пари.

## Загрози та охорона
Може опинитися під загрозою через втрату середовища проживання через вирубку лісу і перетворення земель у сільськогосподарський оборот. Є також потенційна загроза конкуренції введення інших видів роду Rattus. Невідомо, чи вид присутній у будь-яких захищених областях. 